# قطعنامه ۳۶۱ شورای امنیت
قطعنامه ۳۶۱ شورای امنیت سازمان ملل متحد که در تاریخ ۳۰ اوت ۱۹۷۴ تصویب شد، سندی بین‌المللی دربارهٔ قبرس است. این قطعنامه طی نشست ۱٬۷۹۵ام با ۱۵ موافق، ۰ مخالف و ۰ ممتنع تصویب شد.